# Lobogeniates signatus
Lobogeniates signatus är en skalbaggsart som beskrevs av Hermann Burmeister 1844. Lobogeniates signatus ingår i släktet Lobogeniates och familjen Rutelidae. Inga underarter finns listade i Catalogue of Life.